# Faik Kamberović
Faik Kamberović (né le 25 juillet 1968 en Yougoslavie) est un footballeur bosnien, qui jouait au poste d'attaquant.
Il est surtout connu pour avoir terminé meilleur buteur de la Prva Liga lors de la saison 1996–1997.